# (36458) 2000 QO8
(36458) 2000 QO8 est un astéroïde de la ceinture principale d'astéroïdes découvert en 2000.

## Description
(36458) 2000 QO8 a été découvert le 25 août 2000 à Višnjan, une municipalité située dans le comitat d'Istrie en Croatie, par Korado Korlević et Mario Jurić.

### Caractéristiques orbitales
L'orbite de cet astéroïde est caractérisée par un demi-grand axe de 2,27 ua, un périhélie de 2,03 ua, une excentricité de 0,10 et une inclinaison de 4,49° par rapport à l'écliptique. Du fait de ces caractéristiques, à savoir un demi-grand axe compris entre 2 et 3,2 ua et un périhélie supérieur à 1,666 ua, il est classé, selon la JPL Small-Body Database, comme objet de la ceinture principale d'astéroïdes.

### Caractéristiques physiques
(36458) 2000 QO8 a une magnitude absolue (H) de 15,3 et un albédo estimé à 0,131.